# Ubisoft Milan
Ubisoft Milan — компанія, що займається розробкою комп'ютерних ігор; дочірнє товариство французького видавця та розробника Ubisoft. Заснована в 2001 році як Ubisoft Italy.
Розташовується в місті Мілан, адміністративному центрі найбільшого регіону Італії. Основна спеціалізація — розробка ігор для портативних консолей, а також портування (перенесення) проектів, створених іншими відділами основної компанії на інші платформи. Серед відомих ігор — тактичний шутер Tom Clancy's Rainbow Six: Rogue Spear.

## Розроблені ігри
- 2001 — F1 Racing Championship (версія для Game Boy Color)
- 2001 — Rayman M (PlayStation 2, Microsoft Windows)
- 2002 — Tomb Raider: The Prophecy (Game Boy Advance)
- 2002 — Tom Clancy's Rainbow Six: Rogue Spear (версія для Game Boy Advance)
- 2002 — The Mummy (версія для Game Boy Advance)
- 2003 — Beyond Good &amp; Evil (версія для Xbox, спільна розробка)
- 2003 — Tom Clancy's Rainbow Six 3: Athena Sword (ПК, Mac)
- 2006 — Tom Clancy's Splinter Cell: Double Agent (спільна розробка розрахованої на багато користувачів частини у версії для ПК)
- 2009 — Just Dance (Wii)
- 2010 — Michael Jackson: The Experience (Wii)
- 2010 — Just Dance 2 (Wii, Xbox)
- 2010 — My Fitness Coach 2: Exercise and Nutrition (Wii)
- 2012 — Just Dance 4 (Wii, Xbox 360, PS3, Wii U)
- 2013 — Just Dance 2014 (Wii, Xbox 360, PS3, Wii U)
- 2017 — Mario + Rabbids: Kingdom Battle (Switch)